# Razgor, Vojnik
Razgor este o localitate din comuna Vojnik, Slovenia, cu o populație de 130 de locuitori.